# Rintschinnjamyn Amardschargal

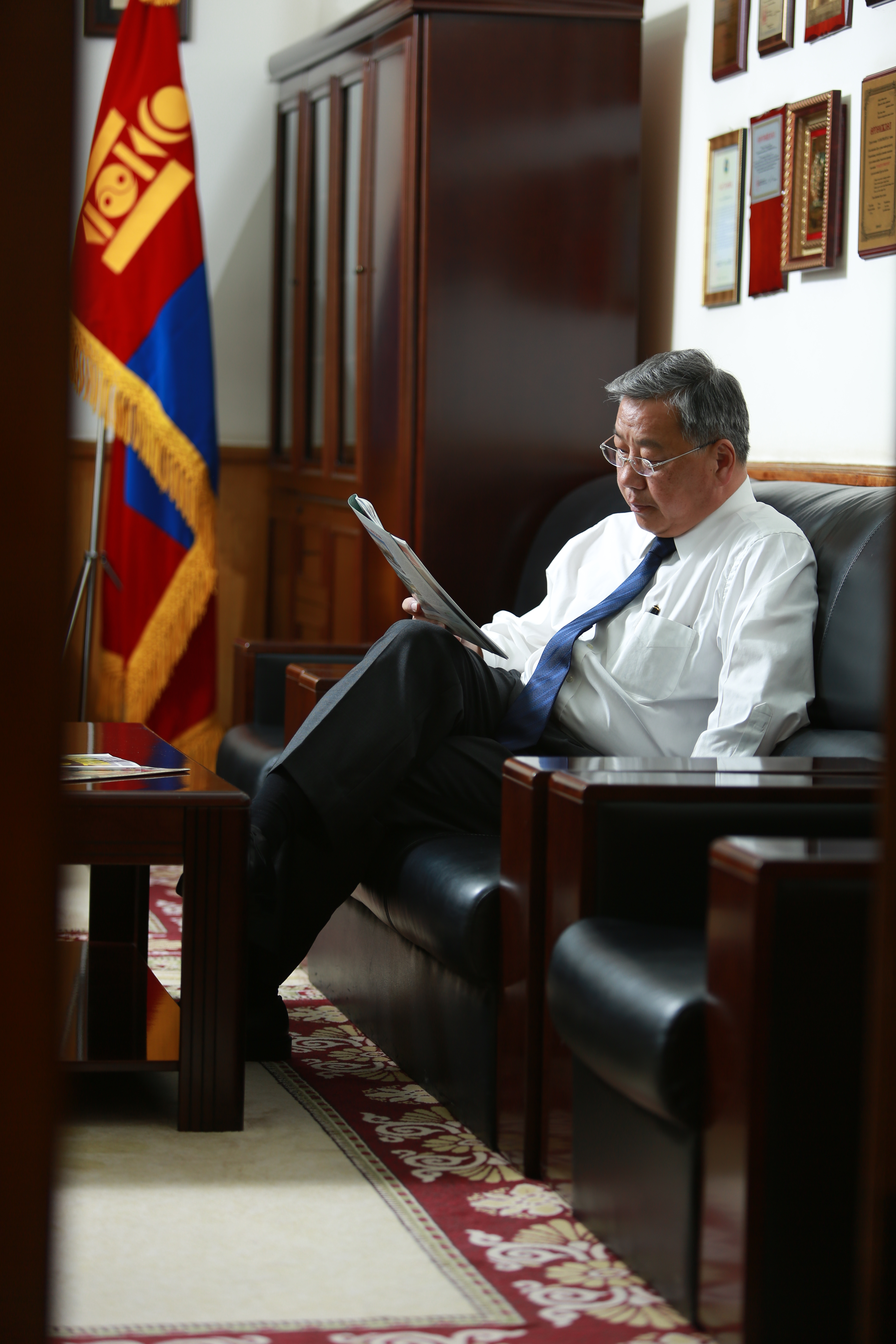
Rintschinnjamyn Amardschargal

Rintschinnjamyn Amardschargal (mongolisch Ринчиннямын Амаржаргал; * 2. Februar 1961 in Ulaan Baatar) ist ein mongolischer Politiker. Er war Premierminister der Mongolei vom 30. Juli 1999 bis zum 26. Juli 2000.

## Leben

### Akademische Laufbahn
Amardschargal ist 1961 in Ulaanbaatar geboren. Er spricht neben Mongolisch fließend Russisch und Englisch. Er besuchte das Plechanow-Institut für Volkswirtschaft in Moskau und erwarb dort 1982 ein Diplom in Finanzökonomie. Von 1981 bis 1982 besuchte er zusätzlich die Abendhochschule für Marxismus-Leninismus.
Anschließend arbeitete Amardschargal in der Mongolischen Volksrepublik bis 1983 beim Zentralrat der Gewerkschaften. Von 1983 bis 1990 lehrte er am Militärinstitut und von 1990 bis 1991 an der Technischen Universität in Ulan Bator. Von 1991 bis 1996 war er Direktor der Ökonomischen Hochschule. 1994 begann Amardschargal ein einjähriges Aufbaustudium zur Ökonomie der Marktwirtschaft an der University of Bradford, welches er 1995 mit einem Master of Science in Macroeconomic Policy and Planning abschloss. Bei einem Staatsbesuch im März 2000 wurde ihm von dieser Universität dann die Ehrendoktorwürde verliehen. Außerdem trägt er einen Titel als Ehrendoktor der Managementakademie und als Ehrenprofessor der Militärakademie in Ulan Bator.
2003 arbeitete Amardschargal as Gastprofessor am Institut für Wirtschaftsforschung der Hitotubashi Universität in Japan.

### Politische Laufbahn
Amardschargal war schon ganz zu Beginn an der Bewegung zur Demokratisierung der Mongolei beteiligt. Er war ein Gründungsmitglied der Neuen Fortschritts-Union und der Nationalen Fortschritts-Partei. Ebenfalls half er mit, diese mit einigen anderen Parteien zur National-Demokratischen Partei (MNDP, Mongol Ündäsnii Ardqilsan Nam) zu vereinigen. Für diese wurde er 1996 in den Großen Staats-Chural (Parlament) gewählt.
Im April 1998 wurde Amardschargal Außenminister unter Tsachiagiin Elbegdordsch. Im September gleichen Jahres wurde er entsprechend einer Einigung zwischen der Regierungskoalition und dem Staatspräsidenten beinahe Premierminister, scheiterte aber bei einer knappen Abstimmung im Parlament. Sein Amt als Außenminister übte er danach noch bis im Dezember aus, als Elbegdordsch abtreten musste.
1999 wurde er Vorsitzender der MNDP. Am 30. Juli des gleichen Jahres wurde Amardschargal doch noch Premierminister. Seine Amtszeit dauerte ein knappes Jahr bis zum 26. Juli 2000, als die Demokratische Partei in den Parlamentswahlen geschlagen wurden. Aufgrund einer damals noch geltenden Klausel in der mongolischen Verfassung musste er zum Antritt seiner Regierungstätigkeit das Parlamentsmandat niederlegen. Ebenfalls im Jahr 2000 vereinigten sich die MNDP und die Sozialdemokratische Partei (MSDP) zur Demokratischen Partei.
Seit 2004 hält Amardschargal wieder einen Sitz im nationalen Parlament.

## Amarjargal Foundation
2001 gründete Amardschargal die Amarjargal Foundation. Dabei handelt es sich um eine Nichtregierungsorganisation, welche eine transparente und offene Gesellschaft fördert, und Studien in den Bereichen Sozialwesen, Wirtschaft, Politik und Recht durchführt. Sie vermittelt auch ausländische Hilfe und Investitionen.